# (1581) Abanderada
(1581) Abanderada – planetoida z pasa głównego asteroid okrążająca Słońce w ciągu 5 lat i 225 dni w średniej odległości 3,16 au. Została odkryta 15 czerwca 1950 roku w obserwatorium w La Placie przez Miguela Itzigsohna. Nazwa planetoidy po hiszpańsku oznacza lidera prowadzącego wstęgę i odnosi się do Evy Perón. Przed jej nadaniem planetoida nosiła oznaczenie tymczasowe (1581) 1950 LA1.